# فرانكلن كايل
فرانكلن كايل (بالإنجليزية: Franklin Cale)‏ (10 مايو 1983 بكيب تاون في جنوب أفريقيا - ) هو لاعب كرة قدم جنوب أفريقي في مركز الوسط. شارك مع منتخب جنوب أفريقيا لكرة القدم. أما مع النوادي، فقد لعب مع أياكس كيب تاون وسوبر سبورت يونايتد وماميلودي صن داونز.

## روابط خارجية
- فرانكلن كايل على موقع قاعدة بيانات كرة القدم.إي يو (الإنجليزية)
- فرانكلن كايل على موقع ناشيونال فوتبول تيمز (الإنجليزية)
- فرانكلن كايل على موقع Soccerway.com (الإنجليزية)